# 源心寺
源心寺（げんしんじ）は、千葉県市川市にある浄土宗の寺院。

## 歴史
1611年（慶長16年）、狩野新右衛門の開基である。狩野新右衛門は小田原征伐で八王子城で討死にした狩野一庵の子であり、行徳に定着した人物である。
また開山の観智国師の父も八王子城で討死した由木利重であり、お互いの父を通じた縁があった。
狩野新右衛門は、鎌ヶ谷から行徳を経由して浦安に通じる用水路を築いたことでも知られている。

## 交通アクセス
- 南行徳駅より徒歩15分。